# Aprostocetus trjapitzini
Aprostocetus trjapitzini är en stekelart som först beskrevs av Kostjukov 1976.  Aprostocetus trjapitzini ingår i släktet Aprostocetus och familjen finglanssteklar. Arten är reproducerande i Sverige. Inga underarter finns listade i Catalogue of Life.